# Fifth Avenue/53rd Street
Fifth Avenue/53rd Street è una fermata della metropolitana di New York situata sulla linea IND Queens Boulevard. Nel 2019 è stata utilizzata da 7 684 091 passeggeri. È servita dalla linea E sempre e dalla linea M durante i giorni feriali esclusa la notte.

## Storia
La stazione fu aperta il 19 agosto 1933. Venne ristrutturata a metà anni 1980.

## Strutture e impianti
La stazione è posta al di sotto di 53rd Street e si sviluppa su tre livelli. Il livello superiore è rappresentato dal mezzanino dove sono posizionati i tornelli, le scale per le banchine e quelle per il piano stradale, tre portano all'incrocio con Fifth Avenue e due all'incrocio con Madison Avenue. I livello intermedio ospita una banchina laterale e il binario in direzione sud, mentre quello inferiore ospita una banchina laterale e il binario in direzione nord.

## Interscambi
La stazione è servita da alcune autolinee gestite da NYCT Bus.
- Fermata autobus